# JUBEE
JUBEE（ジューベー）とは、日本のラッパー。CreativeDrugStoreのメンバー。

## 沿革
- 2015年、Bimの呼びかけによりCREATIVE DRUG STOREへ加入。
- 2015年、「FRESH」のMVを公開。[1]
- 2017年、原宿TOXGOで行われた「Creative Room Vol.3」にて1st アルバム『TIME GOES BY』をリリース。
- 2019年9月18日、1st EP『Mass Infection』をリリース。
- 2019年10月18日、自身が主宰するパーティ『Rave Racers』を開催。
- 2020年4月3日、『Joyride feat. SARA-J』をリリース。
- 2020年4月14日、2nd EP『Mass Infection 2』をリリース。
- 2020年5月29日、『Joyride (feat. SARA-J) [Remixes]』をリリース。
- 2020年7月20日、『Joyride feat. SARA-J』のMVを公開。[2][3]
- 2020年7月25日、Age Factory主催による生配信ライブ2マン企画『AXL』第一回目へゲスト出演。
- 2020年8月13日、自身によるプロジェクト”Rave Racers”の1st EP『Rave Racers 1st LAP』をリリース。[4]
- 2020年8月18日、生配信ライブ「Mass Infection Virtual Gig」を開催。
- 2020年9月18日、JUBEEとJUN INAGAWAによるイベント「Double J」を開催。
- 2021年1月22日、JUBEE主宰”Rave Racers”による2nd EP『Rave Racers 2nd LAP』をリリース。[5][6]
- 2023年4月26日発売、JUN INAGAWA原案のテレビアニメ『魔法少女マジカルデストロイヤーズ』のオープニングテーマ「MAGICAL DESTROYER」（歌：愛美 / 作曲、編曲、サウンド・プロデュース：上田剛士）の作詞をJUN INAGAWAと共同で手掛ける[7]。